# نجم الدين الدجاني
نجم الدين الدجاني' (مواليد 7 آب 1928) هو اقتصادي وسفير الأردن.

## الحياة العملية
بدء حياته العملية عام 1950 حيث عمل بدائرة الإحصاء بوزارة الاقتصاد في دمشق واستمر فيها حتى 1952.
في الفترة من 1952 حتى 1955، كان محللاً اقتصادياً لدى وكالة الأمم المتحدة لإغاثة وتشغيل اللاجئين الفلسطينيين في مدينة عمان (مدينة). تخرّج مساعد بحث عام 1957، فعاد للعمل لدى الأونروا محللاً اقتصادياً من 1957 حتى 1958.
ثم شغل منصب مدير التخطيط والبحوث الاقتصادية حتى 1962.
تولى منصب منصب الأمين العام ونائب رئيس مجلس تنمية الأردن من عام 1964 إلى عام 1968.
انتقل بعد ذلك للعمل الديبلوماسي، حيث عُيّن سفيراً للأردن لدى كلٍ من بون (ألمانيا الغربية)، الدنمارك، السويد، النرويج، لوكسمبورغ، المجموعة الاقتصادية الأوروبية على التوالي من 1968 حتى 1976.
عُيّن وزيراً للصناعة والتجارة عام 1976 في حكومة مضر بدران الثانية واستمر في الوزارة إلى أن استقالت الحكومة عام 1979.
- نال وسام الاستقلال الأردني [3]